# Bobbio
Bobbio – miejscowość i gmina we Włoszech, w regionie Emilia-Romania, w prowincji Piacenza.
Według danych na rok 2004 gminę zamieszkiwało 3816 osób, 36 os./km².
W Bobbio zmarł św. Kolumban Młodszy (+23.11.615) opat, z pochodzenia Irlandczyk. Główny patron miasta.